# Выборы в Верховный Совет РСФСР (1938)

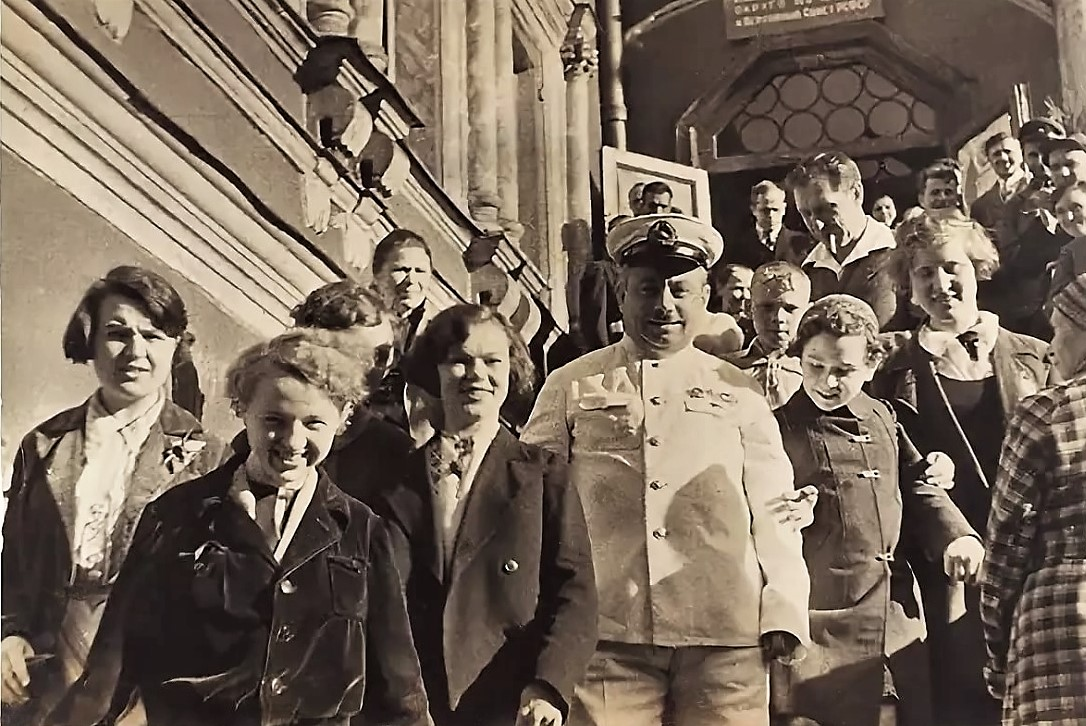
И. Д. Папанин среди избирателей 7-го участка Куйбышевского избирательного округа города Москвы. 26.06.1938. Фото В.Н. Иванова

Безальтернативные выборы в Верховный Совет РСФСР, состоявшиеся 26 июня 1938 года.

## Предыстория
5 декабря 1936 года была принята так называемая Сталинская конституция, которая разделила ветви власти на исполнительную (Совет Народных Комиссаров) и законодательную (Верховный Совет). Как итог, конституции союзных республик были также отредактированы к 1937 году, и в них появился такой же принцип разделения властей, благодаря чему на данных территориях власть де-юре перешла к Верховным Советам ССР. По этой причине, в 1938 году прошли первые прямые выборы в институционализированные парламентские структуры. Однако фактически их проведение жёстко контролировалось местными партийными органами и НКВД, из-за чего об их свободности говорить не приходилось.

## Выдвижение кандидатов
В каждом округе могло выдвигаться несколько кандидатов, однако в окончательный список для голосования включалась только одна кандидатура.

## Ход выборов
Депутаты Верховного Совета РСФСР избирались по территориальным избирательным округам. Один избирательный округ охватывал примерно 150 000 человек. Всего было выделено 727 избирательных округов. Избирательные участки работали с 6 часов утра до 12 часов ночи. Явка на выборах составила 99,3 %.
На выборах отсутствовали альтернативные провластным кандидаты, в списках был лишь один пункт — официально одобренный местными органами власти (прежде всего, партийными) депутат. Ход голосования находился под прямым надзором сил НКВД, а для голосования «против всех» использовалась отдельная урна. При этом открыто оппозиционно настроенные граждане и определённые социальные категории на законодательном уровне лишались права голоса. Так, суммарно, в 1938 году около 5 100 000 человек было лишено права голоса.
При этом любые попытки выдвинуть независимого от власти кандидата рассматривались как проявление антисоветской деятельности, что во время «Великого террора» сводилось к тому, что подобные инициативы заканчивались арестами, запугиваниям, угрозам и, местами, даже насилию с целью обеспечения безоговорочной победы коммунистических сил.
Выборы готовились заранее партийными и государственными органами и контролировались силами НКВД, и любое промедление, переносы собраний или иные замедления в процессе подготовки выборов приводили к тому, что виновные часто обвинялись в саботаже, диверсионно-повстанческой деятельности, а то и контрреволюционной деятельности. Особое внимание уделялось крестьянству и деревням, которые и так до этого были не очень лояльными советским властям, и в рамках подготовки идеализированных сталинских выборов, которые были по своей сути, демонстрацией внешнему миру и внутренним силам власти Сталина и легитимизации власти ВКП(б), данные события считались угрожающими и даже если подобные промедления были ненамеренными — жёстко карались.
Согласно сводкам и докладным запискам НКВД, сами избиратели порой высказывали негативное мнение о выборах. Особенно заметный масштаб возмущение приобрело среди крестьянских общин:
Зачем вы закрываете нам глаза, большевики только хвастают, разукрашивают в газетах, а на самом деле этого нет, колхозники ходят нищие, голые, голодные, при старой власти крестьянам жилось лучше.
Выборы являются фиктивными, кого коммунисты захотят, того и проведут, как до, так и после выборов, положение населения не улучшится, те, кто будут участвовать в выборах, понесут кару.
Это не выборы, и мы не выбираем, за нас выбирают, мы только опускаем бюллетени
Выбирать правителей нас заставляют, но спрашивать у нас, как делать, чтобы лучше нам жилось, — не спрашивают. Выбирать не нужно, назначили бы кого им надо, и все
Тех, кого мы раньше избирали в Верховный Совет, уже арестовали как троцкистов, так что теперь тоже изберем таких, которые тоже окажутся троцкистами. Поэтому больше голосовать не надо

## Итоги
В Верховный Совет РСФСР I созыва были избраны 727 депутатов. Из них 568 депутатов представляли ВКП(б) и 159 депутатов были беспартийными.